# Campionato europeo maschile under 21 di calcio 2002
Il Campionato di calcio europeo Under-21 2002, 13ª edizione del Campionato europeo di calcio Under-21 organizzato dalla UEFA, si è svolto in Svizzera dal 16 al 28 maggio 2002. Il torneo è stato vinto dalla Repubblica Ceca.
Le fasi di qualificazione hanno avuto luogo tra il 1º settembre 2000 e il 14 novembre 2001 e hanno designato le otto nazionali finaliste. Tra queste è stata designata la Svizzera quale nazione ospitante la fase finale.
La fase finale in Svizzera si è svolta in due gironi all'italiana da quattro squadre ciascuno con partite di sola andata. Rispetto all'edizione precedente, le due vincenti dei gironi (Italia e Francia) e le due seconde (Svizzera e Repubblica Ceca) si sono incrociate nelle partite di semifinale.
La finale si è disputata il 28 maggio 2002 tra le formazioni della Francia e della Repubblica Ceca.

## Qualificazioni

### Squadre qualificate
| Squadra                                           | Data             |
| ------------------------------------------------- | ---------------- |
| Belgio                                            | 13 novembre 2001 |
| Francia                                           | 14 novembre 2001 |
| Grecia                                            | 13 novembre 2001 |
| Inghilterra                                       | 13 novembre 2001 |
| Italia                                            | 14 novembre 2001 |
| Portogallo                                        | 13 novembre 2001 |
| Rep. Ceca                                         | 13 novembre 2001 |
| Svizzera (in seguito designata nazione ospitante) | 14 novembre 2001 |

### Stadi
Sono 4 gli stadi scelti per ospitare la manifestazione:
| Città   | Stadio                   | Capacità |
| ------- | ------------------------ | -------- |
| Basilea | St. Jakob-Park           | 38 500   |
| Zurigo  | Hardturm                 | 17 666   |
| Losanna | Olympique de la Pontaise | 15 900   |
| Ginevra | Stade des Charmilles     | 9 250    |

## Fase a gironi

### Gruppo A

#### Classifica
| Pos. | Squadra     | Pt | G | V | N | P | GF | GS | DR |
| ---- | ----------- | -- | - | - | - | - | -- | -- | -- |
| 1.   | Italia      | 5  | 3 | 1 | 2 | 0 | 3  | 2  | +1 |
| 2.   | Svizzera    | 4  | 3 | 1 | 1 | 1 | 3  | 2  | +1 |
| 3.   | Portogallo  | 4  | 3 | 1 | 1 | 1 | 4  | 4  | 0  |
| 4.   | Inghilterra | 3  | 3 | 1 | 0 | 2 | 4  | 6  | –2 |

#### Risultati
| Arbitro: | Attila Hanacsek |

|                     |           |          |
| Defoe 3’ Crouch 53’ | Marcatori | 58’ Frei |

| Arbitro: | Bernhard Brugger |

|               |           |                    |
| Bonazzoli 57’ | Marcatori | 48’ Hélder Postiga |

| Arbitro: | Tom Henning Øvrebø |

|  |           |                             |
|  | Marcatori | 60’ (rig.) Cabanas 73’ Frei |

| Arbitro: | Eduardo Iturralde González |

|                   |           |           |
| Maccarone 58’ 84’ | Marcatori | 64’ Barry |

| Basilea 22 maggio 2002, ore 20:30 CEST | Svizzera     | 0 – 0 referto | Italia | St. Jakob-Park\| Arbitro: \| Jacek Granat \| |
| Arbitro:                               | Jacek Granat |               |        |                                              |

| Arbitro: | Erol Ersoy |

|                                                       |           |           |
| Filipe Teixeira 7’ Makukula 20’ (rig.) Hugo Viana 69’ | Marcatori | 43’ Smith |

### Gruppo B

#### Classifica
| Pos. | Squadra   | Pt | G | V | N | P | GF | GS | DR |
| ---- | --------- | -- | - | - | - | - | -- | -- | -- |
| 1.   | Francia   | 9  | 3 | 3 | 0 | 0 | 7  | 1  | +6 |
| 2.   | Rep. Ceca | 4  | 3 | 1 | 1 | 1 | 2  | 3  | –1 |
| 3.   | Belgio    | 3  | 3 | 1 | 0 | 2 | 2  | 4  | –2 |
| 4.   | Grecia    | 1  | 3 | 0 | 1 | 2 | 3  | 6  | –3 |

#### Risultati
| Arbitro: | Erol Ersoy |

|                      |           |  |
| Govou 41’ Sorlin 45’ | Marcatori |  |

| Arbitro: | Jacek Granat |

|             |           |                          |
| Gitas 90+2’ | Marcatori | 33’ Daerden 83’ Soetaers |

| Arbitro: | Felix Tangawarima |

|  |           |             |
|  | Marcatori | 19’ Jiránek |

| Arbitro: | Franz-Xaver Wack |

|                  |           |                         |
| Patsatzoglou 84’ | Marcatori | 37’ Armand 40’ 61’ Frau |

| Arbitro: | Attila Hanacsek |

|                    |           |              |
| Grygera 36’ (rig.) | Marcatori | 69’ Kyriazis |

| Arbitro: | Bernhard Brugger |

|  |           |                                  |
|  | Marcatori | 74’ (aut.) Daerden 86’ Luyindula |

## Fase a eliminazione diretta
|  | Semifinali | Semifinali | Semifinali      |                 |         | Finale  | Finale | Finale |  |
|  |            |            |                 |                 |         |         |        |        |  |
|  | 1B         | Francia    | 2               |                 |         |         |        |        |  |
|  | 1B         | Francia    | 2               |                 |         |         |        |        |  |
|  | 2A         | Svizzera   | 0               |                 |         |         |        |        |  |
|  | 2A         | Svizzera   | 0               |                 | Francia | Francia | 0 (1)  |        |  |
|  |            |            |                 |                 | Francia | Francia | 0 (1)  |        |  |
|  |            |            | Rep. Ceca (dtr) | Rep. Ceca (dtr) | 0 (3)   |         |        |        |  |
|  | 2B         | Rep. Ceca  | Rep. Ceca (dtr) | Rep. Ceca (dtr) | 0 (3)   | 3       |        |        |  |
|  | 2B         | Rep. Ceca  |                 |                 |         |         |        |        |  |
|  | 1A         | Italia     | 2               |                 |         |         |        |        |  |

### Semifinali
| Arbitro: | Eduardo Iturralde González |

|                           |           |  |
| Malbranque 62’ Sorlin 70’ | Marcatori |  |

| Arbitro: | Franz-Xaver Wack |

|                                   |           |                                  |
| Rozehnal 1’ Pospíšil 83’ 99’ (gg) | Marcatori | 86’ (rig.) Pirlo 90+4’ Maccarone |

### Finale
| Arbitro: | Tom Henning Øvrebø |

|                             |                      |                         |
| Meriem Frau Escudé Boumsong | Tiri di rigore 1 – 3 | Pospíšil Grygera Skácel |

## Marcatori
3 gol
- Massimo Maccarone

2 gol
- Pierre-Alain Frau
- Olivier Sorlin
- Michal Pospíšil
- Alexander Frei

1 gol
- Koen Daerden
- Tom Soetaers
- Sylvain Armand
- Sidney Govou
- Péguy Luyindula
- Steed Malbranque
- Xenofon Gitas
- Geōrgios Kyriazīs

- Chrīstos Patsatzoglou
- Gareth Barry
- Peter Crouch
- Jermain Defoe
- Alan Smith
- Emiliano Bonazzoli
- Andrea Pirlo
- Ariza Makukula

- Filipe Teixeira
- Hugo Viana
- Hélder Postiga
- Zdeněk Grygera
- Martin Jiránek
- David Rozehnal
- Ricardo Cabanas